# Cameron Woodward
Cameron Jackson Woodward (ur. 8 stycznia 1985 w Mildurze) – australijski żużlowiec.

## Życiorys
Trzykrotny medalista młodzieżowych indywidualnych mistrzostw Australii: srebrny (2003) oraz dwukrotnie brązowy (2002, 2005). Dwukrotny brązowy medalista indywidualnych mistrzostw Australii (2012, 2013). Zwycięzca mistrzostw stanu Wiktoria (2013).
Brązowy medalista drużynowego Pucharu Świata (Praga 2013).Uczestnik Drużynowego Pucharu Świata 2014 (półfinał).
W lidze polskiej reprezentant klubów: Stal Rzeszów (2008–2009), Speedway Miszkolc (2010) oraz KMŻ Lublin (2011–2014). 
W lidze brytyjskiej reprezentant klubów: Poole Pirates (2003), Edinburgh Monarchs (2004–2005) oraz Eastbourne Eagles (2005–2013).
26 maja 2017 roku ogłosił zakończenie kariery.